# Anagyris
- Commons
- Wikispecies

Anagyris L. é um género botânico pertencente à família Fabaceae.

## Espécies
| - Anagyris barbata - Anagyris cretica - Anagyris foetida - Anagyris glauca - Anagyris indica | - Anagyris inodora - Anagyris latifolia - Anagyris neapolitana - Anagyris nepalensis - Anagyris sinensis |

- «Lista completa»

## Classificação do gênero
| Sistema | Classificação                     | Referência               |
| ------- | --------------------------------- | ------------------------ |
| Linné   | Classe Decandria, ordem Monogynia | Species plantarum (1753) |